# Baffinia hesslei
Baffinia hesslei är en ringmaskart som först beskrevs av Annenkova 1924.  Baffinia hesslei ingår i släktet Baffinia och familjen Terebellidae. Arten har ej påträffats i Sverige. Inga underarter finns listade.